# Gospić
Gospić és una ciutat de Croàcia, centre administratiu del comtat de Lika-Senj.

## Cultura
El científic i inventor serbi Nikola Tesla va néixer al poble pròxim de Smiljan i va créixer en Gospić.

## Geografia
Es troba a una altitud de 562 msnm a 214 km de la capital, Zagreb.

## Demografia
Al cens DE 2011 el total de població del municipi va ser de 12745 habitants, distribuïts en les següents localitats:
- Aleksinica - 169
- Barlete - 28
- Bilaj - 162
- Brezik - 25
- Brušane - 134
- Budak - 151
- Bužim - 74
- Debel·lo Brdo I - 61
- Debel·lo Brdo II - 8
- Divoselo - 4
- Donje Pazarište - 125
- Drenovac Radučki - 0
- Gospić - 6 575
- Kalinovača - 94
- Kaniža Gospićka - 401
- Klanac - 100
- Kruščica - 0
- Kruškovac - 20
- Kukljić - 13
- Lički Čitluk - 4
- Lički Novi - 298
- Lički Osik - 1 914
- Lički Ribnik - 93
- Dolenta Plana - 7
- Medak - 62
- Mogorić - 110
- Mušaluk - 228
- Novoselo Bilajsko - 112
- Novoselo Trnovačko - 84
- Ornice - 6
- Ostrvica - 16
- Oteš - 99
- Pavlovac Vrebački - 33
- Počitelj - 4
- Podastrana - 51
- Podoštra - 177
- Popovača Pazariška - 93
- Rastoka - 33
- Rizvanuša - 29
- Smiljan - 418
- Smiljansko Polje - 135
- Široka Kula - 116
- Trnovac - 96
- Vaganac - 30
- Velika Plana - 52
- Veliki Žitnik - 47
- Vranovine - 43
- Vrebac - 44
- Zavođe - 4
- Žabica - 163

| Gràfica de població de Gospić 1857-2011 |
|                                         |